# Discestra taylori
Discestra taylori là một loài bướm đêm trong họ Noctuidae.